# Philip Zinckernagel
Philip Aksel Frigast Zinckernagel (ur. 16 grudnia 1994 w Kopenhadze) – duński piłkarz grający na pozycji napastnika.

## Kariera klubowa
Treningi piłkarskie rozpoczął w Kjøbenhavns Boldklub, z którego trafił do FC København, a następnie do FC Nordsjælland. W latach 2013–2015 był zawodnikiem HB Køge. W sierpniu 2015 podpisał kontrakt do końca roku z FC Helsingør. Dwa miesiące później umowa została przedłużona do czerwca 2017. W sierpniu 2016 podpisał trzyipółletni kontrakt z SønderjyskE. Niedługo po transferze doznał kontuzji, po którym wrócił do gry we wrześniu, początkowo debiutując w zespole rezerw. W pierwszej drużynie po raz pierwszy zagrał 18 września w wygranym 3:2 meczu z FC Nordsjælland, jednak do końca sezonu rozpoczynał większość spotkań na ławce rezerwowych. Łącznie w sezonie 2016/2017 rozegrał 24 mecze i strzelił 1 gola, natomiast w kolejnym sezonie wystąpił w 22 spotkaniach i strzelił 3 gole.
W marcu 2018 podpisał trzyletni kontrakt z FK Bodø/Glimt. Zadebiutował w tym klubie 8 kwietnia 2018 w przegranym 0:1 meczu z Odds BK, a pierwszego gola strzelił 13 maja 2018 w przegranym 1:2 spotkaniu z Molde FK. Łącznie w sezonie 2018 strzelił 6 goli w 24 meczach, natomiast w kolejnym zdobył 6 bramek w 30 spotkaniach. W sezonie 2020 wywalczył ze swoim klubem mistrzostwo Norwegii, a sam strzelił 19 goli i zanotował 18 asyst w 28 meczach, dzięki czemu został rekordzistą ligi norweskiej pod względem liczby asyst oraz punktów w klasyfikacji kanadyjskiej w jednym sezonie. Został także piłkarzem sezonu w lidze norweskiej. W styczniu 2021 podpisał pięcioipółletni kontrakt z Watford F.C.. Zadebiutował 9 stycznia w przegranym 0:1 meczu Pucharu Anglii z Manchesterem United. W sezonie 2020/2021 wraz z drużyną wywalczył awans do Premier League. W sierpniu 2021 został wypożyczony na sezon do Nottingham Forest. Zadebiutował w tym klubie 8 sierpnia 2021 w przegranym 1:2 meczu z Coventry City. W czerwcu 2022 podpisał trzyletni kontrakt z Olympiakosem. We wrześniu tegoż roku został wypożyczony do Standardu Liège. W sierpniu 2023 podpisał dwuletni kontrakt z Club Brugge.

## Kariera reprezentacyjna
Był młodzieżowym reprezentantem Danii.

## Osiągnięcia
- Mistrzostwo Norwegii: 2020
- Piłkarz sezonu w Eliteserien: 2020